# زهرة البنفسج (فلم)
زهرة البنفسج (بالإنجليزية: Flower Violet Or zahrat albnfsj)، فيلم سينمائي درامي مصري، إنتاج 1972 إخراج: عبد الرحمن الخميسي، تأليف: إبراهيم الموجي تمثيَل: زبيدة ثروت، محمد لطفي، عادل إمام، أحمد توفيق، يوسف شعبان، محسن سرحان.

## قصة الفيلم
زهرة البنفسج يصاب كمال (محمد لطفي) بمرض خطير ويخفي الأمر عن الجميع ، يتعرف بالأرملة حياة (زبيدة ثروت) التي تعمل في أحد الملاهي ويطمع فيها المدير راشد (أحمد توفيق).

## فريق العمل
- إخراج: عبد الرحمن الخميسي
- تأليف: إبراهيم الموجي
- تمثيل:
  - زبيدة ثروت ... حياة
  - محمد لطفي ... كمال
  - عادل إمام ... ناصر
  - أحمد توفيق ... راشد
  - يوسف شعبان ... فايز
  - محسن سرحان ... د. خالد